# 英格蘭銀行5英鎊紙幣
英格蘭銀行5英鎊紙幣（Bank of England £5 note）是英鎊紙幣的一種，也是流通英鎊紙幣中面值最低的紙幣。2016年9月，新的塑質鈔票5英鎊紙幣發行，正面是英國女王伊麗莎白二世，反面是溫斯頓·丘吉爾。舊版在2002年發行，反面是監獄改革家伊麗莎白弗萊將逐漸推出市場，並自2017年5月5日之後不再是法定貨幣。

## 外部連結
- Bank of England website （页面存档备份，存于）